# Kim Young-Nam
Kim Young-Nam (Gimje, Corea del Sur, 15 de junio de 1960) es un deportista surcoreano retirado especialista en lucha grecorromana donde llegó a ser campeón olímpico en Seúl 1988.

## Carrera deportiva
En los Juegos Olímpicos de 1988 celebrados en Seúl ganó la medalla de oro en lucha grecorromana de pesos de hasta 74 kg, por delante del luchador soviético Daulet Turlykhanov (plata) y del polaco Józef Tracz (bronce).